# Mestre Sombra
Roberto Teles de Oliveira (6 de fevereiro de 1942, Santa Rosa de Lima) mais conhecido como Mestre Sombra é um mestre de capoeira, considerado uma das referências na disseminação da capoeira no Brasil e no mundo, tendo formado mais de 5 mil alunos. Sombra é reconhecido por disseminar a capoeira em mais de 15 países e receber prêmios com o Berimbau de Ouro (2021) e por criar a Associação Desportiva e Cultural de Capoeira Senzala, a qual comemora 50 anos de existência em 2025.

## Biografia e Carreira
Seu apelido "Sombra" veio de criança quando morava em Santa Rosa de Lima, cidade na qual seus pais possuíam um pequeno comércio, quando diante da luz do candeeiro ele se deslumbrava com a sombra projetada nas paredes e no chão. O apelido foi reforçado por sua agilidade com que escapava dos amigos nas brincadeiras de pega pega.
Quando adolescente, se mudou para Aracaju e trabalhou na construção civil até os 19 anos de idade. Em 8 de junho de 1962, se mudou para Santos, onde realizou uma diversidade de serviços. No ano de 1963, Sombra entrou para o grupo de capoeira Bahia do Berimbau, do Mestre Olímpio Bispo dos Santos, baiano com cerca de 60 anos e aposentado do sindicato dos ensacadores. Em 1968, começou a trabalhar nas Docas de Santos. Tal grupo praticava a capoeira em Itapema, também conhecida como Vicente de Carvalho no município do Guarujá, mas se deslocou para Santos após a morte de Mestre Olímpio Bispo em 1972.
Posteriormente, mestre Sombra criou a associação de capoeira na cidade de Santos chamada "Zumbi". Dois anos depois, em 1974, a associação foi renomeada e registrada na Federação Paulista de capoeira com o nome "Senzala". Em 1975 conseguiu o salão onde está até hoje na Rua Brás Cubas 227 no centro de Santos e onde tem formado várias gerações de professores e mestres capoeiristas.
Mestre Sombra criou um estilo único da capoeira baseado na individualidade, na qual cada aluno desenvolve e aprimora o seu próprio tipo de capoeira baseado na metodologia da Senzala.

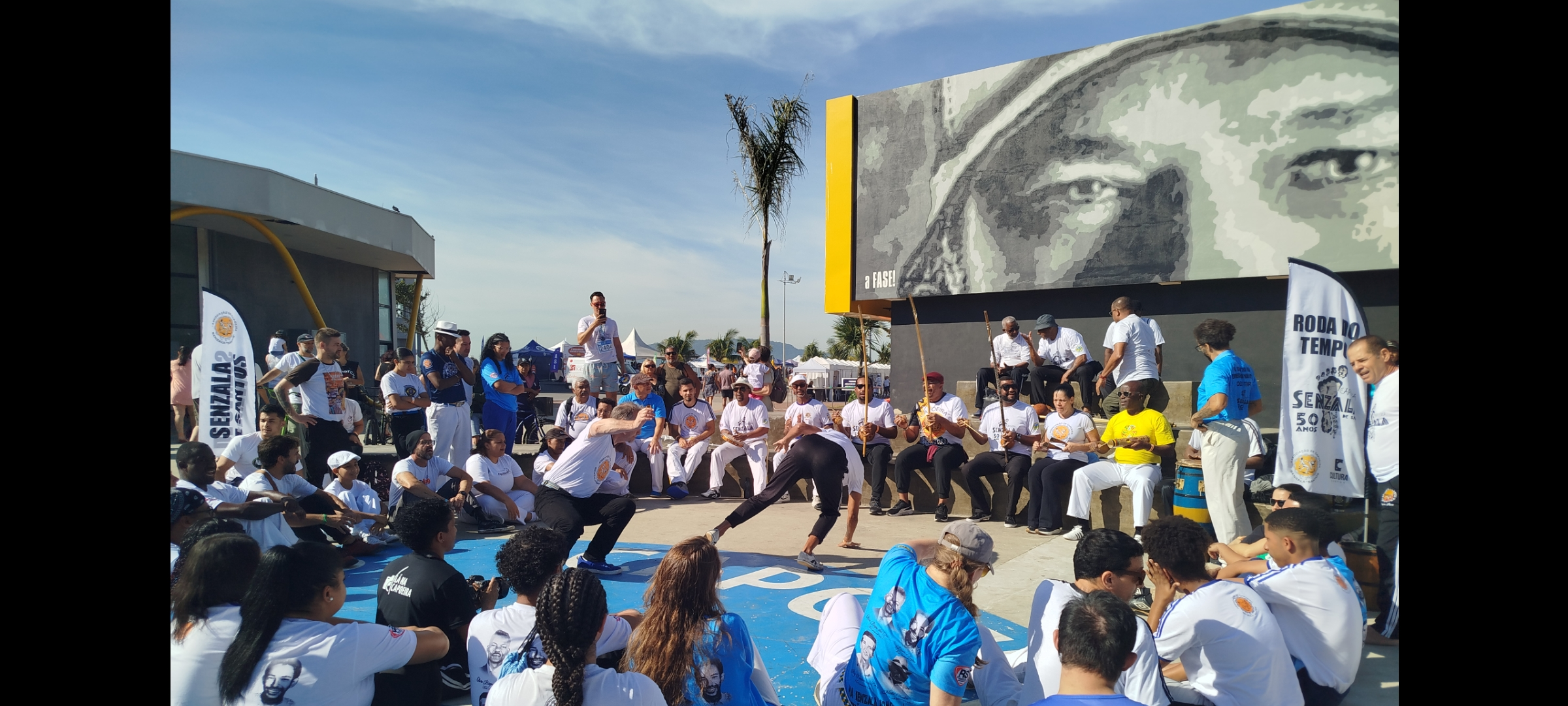
Roda de capoeira no novo quebra mar em Santos durante comemoração dos 50 anos da Senzala

## Reconhecimentos
Em 1994, recebeu o prêmio Honra ao Mérito Quintino de Lacerda pela cidade de Santos.
No ano 2000, Mestre Sombra recebeu a premiação Honra ao Mérito Brás Cubas na cidade de Santos.
Em 2017, foi homenageado pela prefeitura do Guarujá pelo projeto ‘Pérolas de Guarujá’, realizado pela Secretaria Municipal de Cultura (Secult).
Mestre Sombra recebeu em 2021 o prêmio Berimbau de Ouro em Salvador, cujo objetivo é reconhecer os mestres e destaques da comunidade da Capoeira no Brasil. Neste mesmo ano, também recebeu o prêmio "Coração Nordestino" pela Associação Santos - Nordestinos na cidade de Santos.
Em janeiro de 2024, Mestre Sombra e outros 13 mestres de capoeira octogenários foram homenageados em Salvador no 5º Rede Capoeira, evento que discute e celebra a atividade cultural no Brasil. Estes foram selecionados através de uma pesquisa para identificar os mestres com idade acima de 80 anos que ainda lecionam a arte da capoeira.